# Dienstonderscheiding Ie Klasse voor 21 Dienstjaren van Officieren en Manschappen
De Dienstonderscheiding Ie Klasse voor 21 Dienstjaren van Officieren en Manschappen (Duits: "Dienstzeichen Ier Klasse für 21 Dienstjahre der Uffziere und Soldaten") was een onderscheiding van het Koninkrijk Saksen en werd tussen 1874 en 1913 uitgereikt bij jubilea van militairen. De ronde gouden medaille droeg aan de voorzijde het gekroonde en verstrengelde monogram "AFA" op, niet binnen, een lauwerkrans. Op de keerzijde staat "für lange u. treue Dienste." binnen een Saksische kroon van wijnruit. Dienstonderscheidingen werden uitgereikt voor lange en trouwe dienst waarbij oorlogsjaren dubbel telden.
De onderscheiding werd op 23 april 1874 door koning Albert van Saksen ingesteld ter vervanging van de eerder uitgereikte Zilveren Medaille voor 10 Dienstjaren van Officieren en Soldaten die tussen 1832 en 1873 werd uitgereikt.
Men droeg de medaille aan een lint op de linkerborst. De medaille is vrij kostbaar omdat ze 14 gram puur goud bevat.
Merkwaardig aan deze medaille is dat de verguld bronzen en verguld zilveren medailles voor 9 dienstjaren uiterlijk gelijk zijn aan de massief gouden medaille voor 9 dienstjaren. Alleen het gewicht maakt duidelijk om welke medaille het gaat.